# Parti du renouveau algérien
Le Parti du renouveau algérien (PRA) est un parti politique libéral algérien, de sensibilité islamiste créé en 1989 par Noureddine Boukrouh, à la suite de l'ouverture de l'Algérie au multipartisme. Selon Saïd Bouamama, Noureddine Boukrouh se serait inspiré du « père spirituel de l'islamisme algérien », Malek Bennabi ; Boukrouh estimera quant à lui que Bennabi « n'a rien à voir » avec l'islamisme.
Soufiane Djilali, président du parti Jil Jadid, fut secrétaire général du parti sous la présidence de Noureddine Boukrouh, de 1989 à 1999.

## Histoire
Le PRA subit une période d'instabilité en 1999 et les années suivantes, à la suite du départ de Nourddine Boukrouh. Ainsi, en 2004, le parti se retrouve  avec deux hommes au poste de secrétaire général, M. Torkmane (élu lors du 4e congrès en 2000) et M. Menaï.
En août 2018, le Secrétaire général du parti, Kamel Bensalem, soutient le principe d'un cinquième mandat d'Abdelaziz Bouteflika dans le cadre de l'élection présidentielle algérienne de 2019. Cependant, après l'élection du président Abdelmadjid Tebboune en décembre 2019, candidat qu'il a soutenu, il  salue, le 7 mars 2020, les manifestants du Hirak qui « réclamaient le départ de l'ancien système qui avait consacré la médiocrité, les pratiques négatives, la corruption, la Hogra (mépris), la marginalisation et l'accaparement des richesses du peuple ». À cette occasion, il se déclare disponible pour apporter sa contribution à la révision de la Constitution.
En mai 2020, Kamel Bensalem suscite l'indignation en accusant publiquement les étudiants des universités de Tizi Ouzou et de Bejaïa  d’« intelligence avec l’étranger ». Il est réélu secrétaire général pour un nouveau mandat de 5 ans en juin 2022.

## Résultats électoraux
Aux élections de 2002, le PRA a obtenu 0,1 % des voix, et ne compte qu'un seul député à l'Assemblée populaire nationale. En 2007, il obtient 4 sièges avec 1.80 % des voix. Lors des élections législatives de 2012 et 2017, le PRA dispose d'un siège, avec 1.27 % des voix en 2012.